# Цюрих (округ)
Цюрих (нім. Bezirk Zürich) — округ у Швейцарії в кантоні Цюрих.
Адміністративний центр — Цюрих.

## Історія
У 1814 році було засновано колишній район Цюриху, включаючи муніципалітети — «Сільські спільноти округу Цюрих» (сільські муніципалітети), які оточували старе місто Цюрих, так званий Альтштадт. Округ Цюрих, який є сьогодні, було створено першого липня 1989 шляхом поділу колишнього району Цюриха на три частини:
- західна частина стала округом Дітікон;
- східна частина залишилася міським округом Цюрих з його частинами;
- муніципалітет Золікон, розміщений східніше в Цюриху, був перетворений в округ Майлен.

Таким чином, з першого липня 1989 року округ Цюрих включає ті ж землі, що і місто Цюрих з муніципалітетами, а саме  379,915 (на 31 грудня 2012) жителів на 87.78 км2.

## Громади
У таблиці наведено список громад округу станом на 2022 рік, населення та площа станом на 2019 рік.

| Українська назва | Оригінальна назва | Код BFS | Населення | Площа |
| ---------------- | ----------------- | ------- | --------- | ----- |
| Цюрих            | Zürich            | 0261    | 420217    | 87,9  |

## Колишні громади
| Герб         | Комуна              | Рік (2005) | Район              |
| ------------ | ------------------- | ---------- | ------------------ |
|              | Цюрих               |            |                    |
| Аффольтерн   | Аффольтерн в Цюриху | 1934       | Район 11           |
| Albisrieden  | Альбісриден         | 1934       | Район 9            |
| Альтштеттен  | Альтштеттен         | 1934       | Район 9            |
| Ауссерзіль   | Ауссерзіль          | 1893       | Район 4 та Район 5 |
| Енґе         | Енґе                | 1893       | Район 2            |
| Флюнтерн     | Флюнтерн            | 1893       | Район 7            |
| Гірслянден   | Гірслянден          | 1893       | Район 7            |
| Гьонґ        | Гьонґ               | 1934       | Район 10           |
| Готтінґен    | Готтінґен           | 1893       | Район 7            |
| Оберштрас    | Оберштрас           | 1893       | Район 6            |
| Ерлікон      | Ерлікон             | 1934       | Район 11           |
| Різбах       | Різбах              | 1893       | Район 8            |
| Швамендінґен | Швамендінґен        | 1934       | Район 12           |
| Зеебах       | Зеебах              | 1934       | Район 11           |
| Унтерштрас   | Унтерштрас          | 1893       | Район 6            |
| Відікон      | Відікон             | 1893       | Район 3            |
| Віпкінґен    | Віпкінґен           | 1893       | Район 10           |
| Вітікон      | Вітікон             | 1934       | Район 7            |
| Воллісгофен  | Воллісгофен         | 1893       | Район 2            |